# Papilio chikae
Papilio chikae is een vlinder uit de familie van de pages (Papilionidae). De wetenschappelijke naam van de soort is voor het eerst geldig gepubliceerd in 1965 door Suguru Igarashi. Hij wordt ook wel 'Luzon Peacock' genoemd. Daar zit de groene metaalglans en de oogvormige kleuren op de achtervleugels wel voor iets tussen.

## Beschrijving
De voorvleugels zijn zwart en geheel bedekt met groen metaalglanzende schubben. De achtervleugels zijn gegolfd en hebben een staart. Ook hier treffen we groene schubben aan alsook groen-rode kleuring aan de randen. De onderzijde is bruin van kleur, met witte banden. Het mannetje heeft minder rode vlekken dan het wijfje op de achtervleugels maar heeft dan weer meer groene
metaalglans dan het wijfje. De spanwijdte bedraagt zo'n 11 à 12 cm. We kennen een voorjaarsvorm die vliegt van januari tot april en een tweede generatie die verschijnt van april tot november.

## Soort en ondersoort
Deze soort heeft twee ondersoorten, met Papilio chikae chikae van Luzon en Papilio chikae hermeli (Nuyda, 1992) van Mindoro. Eerst werden deze twee genoemde als aparte soorten beschreven maar bij nadere studie vond men te weinig onderscheid in de genitaliën van beiden om ze als aparte soorten te beschouwen. Vandaar dat men ze nu benoemd als twee ondersoorten van één soort.

## Verspreiding
Deze soort is ook gekend onder de naam 'Luzon Peacock Swallowtail' verwijzend naar de provincie in de Filipijnen, waar de zeldzame vlinder voorkomt, meer bepaald rond Baguio City en Bontoc. Hij bewoont de naaldwouden van Luzon in de Cordillera Central. Het is een endemische soort, wat wil zeggen dat hij enkel hier voor komt en op geen enkele ander plek op aarde. Wetenschappers weten erg weinig van deze soort en de gastplanten waarop de rupsen vertoeven.  Wellicht voeden de rupsen zich met planten van de Rutaceae familie. 

## Ernstig bedreigd
Bijna gelijkaardige soorten kunnen we ook elders aantreffen maar omwille van zijn zeldzaamheid is hij erg gewild bij verzamelaars, die de twee generatievormen in hun collectie willen. Hoge bedragen worden neergeteld (700 € en meer)om deze vlinder te bemachtigen. Vandaar dat men hem op de CITES lijsten zal aantreffen als 'critically endangered'.  
In de Filipijnen is het vangen en/of verhandelen van exemplaren ten strengste verboden. Hoge boetes en zelfs gevangenisstraffen.  Verzamelaars kunnen de populatie uitdunnen maar voedsel en habitat dat verdwijnt, doet hele populaties en soorten uitsterven.
Zoals Jumalon, een lepidopteroloog en eigenaar van het Jamalon Museum het eens stelde: 'Papilio chikae is als een crimineel met een prijs op zijn hoofd.'
Toerisme speelt ook een rol in het verdwijnen van de soort. In Baguio City, een populair vakantieoord in de Filipijnen, wordt tijdens het hoogseizoen overspoeld door vakantiegangers. Op Mount Santo Tomas, de plaats van ontdekking, zijn heel wat wegen aangelegd en een veranderende infrastructuur is nefast voor het vernietigen van hun habitat.